# Eustaquio Morcillón y Babalí
Las aventuras de Eustaquio Morcillón y Babalí es una serie de historietas cómicas creadas a partir de 1946 por Joaquim Buigas y dibujadas por Benejam para la revista TBO. Buigas, que vivió unos años en Argentina, se inspiró en sus propias experiencias como cazador aficionado para escribir los guiones. 

## Personajes y argumento
Eustaquio Morcillón es un explorador blanco, muy similar en su apariencia al patriarca de La familia Ulises, salvo por el vestuario.
Babalí, su ayudante, es un africano más bien miedoso.
Ambos se dedican a capturar animales salvajes para circos y zoológicos, recurriendo a trampas inverosímiles, generalmente con buen resultado, todo ello en un África minimalista, también utilizada por Coll.

## Valoración
Según el investigador Juan Antonio Ramírez, Morcillón y Babalí se define por su parodia de la tecnocracia, el elogio de la «chapuza casera». Su argumento e iconografía influyó en series como Kokolo (1952) de un primerizo Francisco Ibáñez.